# Джанджавид
Джанджавид (араб. جنجوید‎, в переводе означает «джинн на коне») — принятое в западных СМИ название арабского проправительственного темнокожего ополчения в Судане, известного по конфликту в Дарфуре, который начался в 2003 году. Хотя конфликт описывается как столкновения между кочевыми светлокожими «арабами» (Омар аль-Башир) и темнокожими земледельцами, в действительности он носит более сложный характер, так как столкновения регулярно происходят и между противниками центральной власти, и между «арабскими» отрядами, которые центральные власти вооружают. Кроме того, собственно в Судане термином «джанджавид» обозначают не проправительственных ополченцев, а бандитские шайки, что ещё более осложняет понимание ситуации.
Джанджавид было образовано в знак поддержки регулярной армии Судана в борьбе с повстанцами из «Народной армии освобождения Судана» и «Движения за справедливость и равенство». Однако их поддержка превратилась в карательные акции против мирного населения. Основное средство передвижения — лошади, верблюды и джипы «Тойота-Лэндкрузер». Предполагаемый лидер — Муса Хилал.
В 2013 году из Джанджавид были созданы Силы быстрого реагирования.

## Военные преступления
- 16 августа 2003 года — отряды «Джанджавид» совершили нападение на Гарадей — деревню в окрестностях города Силайя, в которой проживало около 400 человек. По имеющимся сведениям, около 200 мирных жителей были убиты, некоторых из них — прямо в собственных домах, многие другие избиты или арестованы. Все оставшиеся в живых бежали.
- 3 июля 2004 года — конные боевики «Джанджавид» ворвались в деревню Сулейя в ярмарочный день, разграбили рынок, а нескольких человек, попавших им в руки, сковали цепями и подожгли.